# Hőszabályozás
A hőszabályozás vagy nemzetközi szóval termoreguláció az a képesség, amellyel egy élőlény bizonyos határok között fenntartja a testhőmérsékletét a környezeti hőmérséklet változása ellenére. Ez a működés a homeosztázis egyik területe: egy dinamikus stabil állapot az állat belső környezete és a külső környezet között (a zoológiai megfelelője az ökofiziológia avagy a fiziológiai ökológia). Azt a jelenséget, amikor a test képtelen egy állandó testhőmérséklet fenntartására, és az jelentősen a normális érték fölé emelkedik hipertermiának nevezik. Ennek ellentéte a testhő normális érték alá történő csökkenése, a hipotermia.
Amíg egy élőlény úgy hőszabályoz, hogy a maghőmérsékletét egy bizonyos határon belül tartja, azaz termokonform, addig alá van rendelve azoknak a testhőmérsékleti változásoknak, amelyeket a testén kívüli hőmérsékletváltozások okoznak. A hőmérők bevezetése előtt nem lehetett pontos adatokat gyűjteni az állatok testhőmérsékletéről. Ezután derült fény a helyi eltérésekre, ugyanis a hőtermelés és a hőveszteség nagymértékben változik a test különböző részein, annak ellenére, hogy a vérkeringés biztosítja az átlagos hőt a belső szervek számára. E részek hőmérsékletének meghatározása azért fontos, mert az értékük közel áll a belső szervekéhez. Ahhoz hogy eredmények összevethetőek legyenek, ugyanazon a helyen kell elvégezni a mérést. A végbél, illetve a nőneműek vagy bizonyos fajok esetében a vagina, a méh vagy a húgyhólyag adja a legpontosabb eredményt a belső szervek hőmérsékletéről.
Esetenként a húgycsövet elhagyó vizelet hőmérséklete is használható. Embernél a hőmérést gyakrabban végzik el a szájban, a hónaljban, a fülben vagy a lágyékban.

## Hőszabályzás az embernél

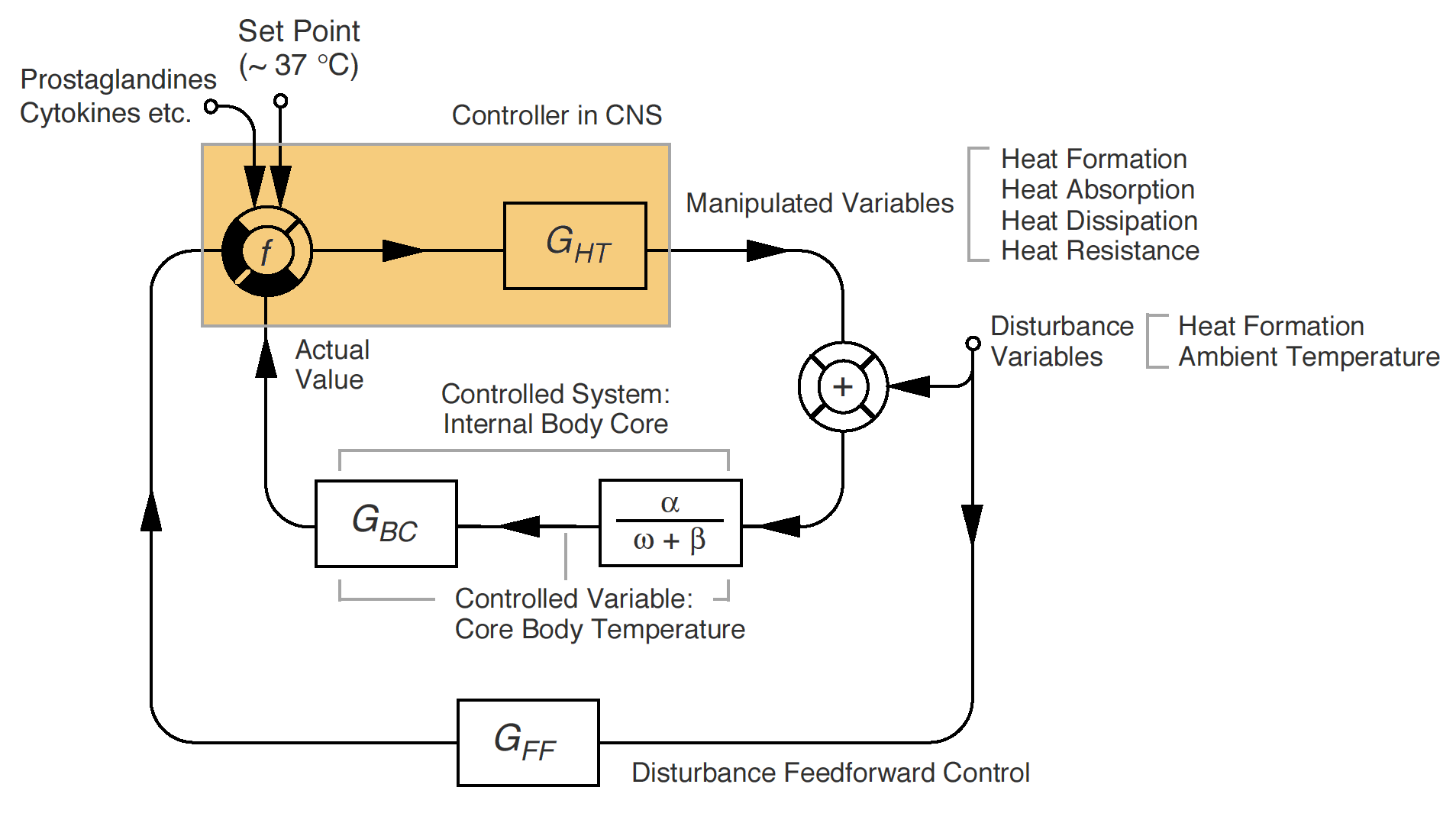
Emberi hőszabályzás (leegyszerűsítve)

Az emlősökre jellemzően a hőszabályzás az emberi homeosztázis szemszögéből is fontos. A hő nagy részét az izomösszehúzódások termelik. Az emberek sokféle éghajlathoz képesek alkalmazkodni, többek között a meleg nedves, illetve száraz környezethez is. A magas hőmérséklet komoly stressznek teszi ki az emberi testet, ami sérüléshez vagy akár halálhoz is vezethet. E hőmérsékleti viszonyok kezelésére az embernél fiziológiai és kulturális alkalmazkodási módszerek alakultak ki.
A bőr elősegíti a homeosztázist (többféleképpen, például hőmérséklet szempontjából is változatlan állapotban tartja a testet). Különbözőképpen reagál a forró és hideg környezetre, így a test belső hőmérséklete többé-kevésbe állandó marad. Az értágulás és az izzadás az elsődleges módszerek arra, hogy az ember hőveszteséget érjen el. Az agy a számtalan reakció révén jóval több hőt termel. A gondolkodás folyamata hőt hoz létre. Az agy túlhevüléstől való megóvásához a fej összetett véredény rendszerrel van ellátva, amely vért szállít a fejen levő vékony bőrhöz, ami lehetővé teszi a hő távozását. E módszerek hatékonyságára kihat az éghajlat jellege és az a hőfok, amihez az egyed hozzászokott.

### Meleg környezetben
1. A bőr alatti izzadságmirigyek izzadságot (egy oldott ionokat tartalmazó, többnyire vízből álló folyadékot) választanak ki, ami az izzadságvezetéken és a pórusokon át kijut a bőr felszínére. Ez a párolgás révén hőveszteséget okoz, azonban a testből nagy mennyiségű víz is távozik.
2. A bőrre rásimuló szőrszálak a köztük levő mozdulatlan légréteg által megelőzik a hőveszteséget. A bőrfelszín alatti apró (úgynevezett arrector pili) izmok elernyednek, így a hozzájuk tartozó szőrtüszők nem egyenesednek fel. E lelapult szőrszálak javítják a bőr feletti légáramlást, ami növeli a hőveszteséget. Mikor a környezeti hőmérséklet meghaladja a test maghőmérsékletét, az izzadás az egyetlen fiziológiai mód, az ember hőveszteségének elérésére.
3. Arteriolás értágulás következik be, egy feszültségoldó folyamat révén, ami az arteriola falaiban levő izmokat ellazítja, hogy a véráram megnövekedjen az artériában. Ez vért irányít át a bőrfelszín kapillárisaiba, hővezetés és hőáramlás által növelve a hőveszteséget.

Megjegyzés: A legtöbb állat nem képes hatékony izzadásra. A macskák és a kutyák csak a talpukon rendelkeznek izzadságmirigyekkel. A lovak és az emberek a kevés izzadásra képes emlősök közé tartoznak. Sok állat liheg izzadás helyett, mivel a tüdejük felszíne nagy és sűrűn átszövik a vérerek. A belélegzett levegő hűti a tüdők felületét, a kilélegzett levegő pedig hőt és vízpárát szállít.

### Hideg környezetben
1. Az izzadságtermelés abbamarad.
2. Az egyedi szőrtüszőkhöz kapcsolódó bőrfelszín alatti apró (úgynevezett arrector pili) izmok összehúzódnak (piloerekció), amitől a szőrtüszők felemelkednek. A felemelkedő szőrszálak szigetelőréteget hoznak létre, elzárva a hőt. A jelenség libabőr megjelenéséhez vezet, így a kevés szőrzettel rendelkező embereknél az összehúzódott izmok jól láthatók.
3. Az arteriola vért szállít a bőrfelszín alatti kapillárisokhoz, melyek képesek összeszűkülni, elvezetve a vért a bőrtől a test melegebb magja felé. Ez megakadályozza, hogy a vér hőt adjon le a környezetnek, és megelőzi a maghőmérséklet további csökkenését. Ezt a folyamatot érszűkítésnek nevezik. Lehetetlen megtartani a vér összes hőjét, csak a veszteség csökkentésére van mód. A rendkívüli hideg környezetben a túlzott érszűkítés dermedtté és sápadttá teszi a bőrt. A fagyás csak akkor következik be, ha a sejtekben levő víz megfagy, a sejtek elpusztulása pedig sérülést okoz.
4. Az izmok az agy hőszabályzó központjától (a hipotalamusztól) kapott üzenet hatására remegni kezdenek. Ez az izomsejtekben végbe menő exoterm reakció a légzéshez hasonlóan növeli a hőtermelést. A remegés általi hőtermelés hatékonyabb a mozgással végzettnél, mivel az élőlény mozdulatlan marad. Ez azt jelenti, hogy a hőszállítás révén kevesebb hő jut ki a környezetbe. A remegésnek két fajtája létezik: kis intenzitású és nagy intenzitású. Az állatok a hideg időszak során hónapokig remegnek az alacsony szinten. A magas intenzitású remegés heves és rövid ideig tart. Mindkét eljárás energiát emészt fel, de az alacsony intenzitású remegés zsírt, a magas intenzitású pedig glükózt igényel. Ebből az okból az állatok élelmet raktároznak el a téli időszakra[forrás?].

Az előbbiekben ismertetett folyamatnál a bőr befolyásolja a test hőmérsékletét a hőszabályzási folyamat során. Ez a homeosztázis egyik változata - egy folyamaté, melynél a test önmagát szabályozza a belső hőmérséklet megtartása érdekében.

## Hőmérsékleti jelenségek
- Hipotermia
- Hipertermia
- Raynaud-jelenség (Raynaud-betegség)
- Indukált hipotermia

## Hőszabályzás a gerinceseknél
John Hunter, aki számos vizsgálatot végzett az embereken és az állatokon, kimutatta, hogy az alapvető különbség az úgynevezett meleg vérű és hideg vérű állatok között a korábbi hőmérséklet megfigyelhető állandóságán, és a későbbi hőmérséklet észlelhető változékonyságán alapul. Szinte minden madarat és emlőst magas és majdnem állandó, a környező levegőtől független hőmérséklet jellemez, melyet homeotermiának neveznek. Szinte valamennyi egyéb állat hőmérséklete változatosságot mutat a környezettől függően, melyet poikilotermiának neveznek.
Bizonyos emlősök kivételt képeznek e szabály alól, ugyanis meleg vérűek nyáron vagy napközben, de hideg vérűek télen, amikor hibernálódnak, illetve éjszaka, alvás közben. J. O. Wakelin Barratt olyan kórtani állapotokat talált, melyek esetén egy meleg vérű (homeoterm) állat átmenetileg hideg vérűvé (poikilotermmé) válik. Meggyőzően bemutatta, hogy ez az állapot jellemzi a veszettségben szenvedő nyulakat az életük utolsó szakaszában, mikor a rektális hőmérsékletük a szobahőmérsékletre áll be, és vele együtt változik néhány fokkal. Ezt az állapotot azzal a feltevéssel magyarázta, hogy a hőszabályzásért felelős idegi mechanizmus elkezd lebénulni. Ebben az időszakban a légzés és a szívverés aránya lassulni kezd, ami jelentős hasonlóságot mutat a hibernáció állapotával. Sutherland Simpson rávilágított, hogy egy meleg vérű állat mély érzéstelenítés során elkezdi felvenni a környezete hőmérsékletét. Bemutatta, hogy amikor egy éter használatával mély érzéstelenítés állapotába juttatott majom egy hideg kamrába kerül, a hőmérséklete fokozatosan csökkenni kezd, majd mikor elér egy megfelelően alacsony pontra (a majom esetében 25 °C-ra), az érzéstelenítésre már nincs többé szükség, az állat érzéketlenné válik a fájdalomra, és egyetlen élénkítőszerrel sem ébreszthető fel; mivel valójában a hideg tartja kábulatban, és egy olyan állapotban, amit „mesterséges hibernációnak” neveznek. Erre az a tény szolgál magyarázatul, hogy a hőszabályzó mechanizmus összezavarodik. Hasonló eredményeket figyeltek meg macskákkal végzett kísérletek során is.

### Ektotermek

#### Ektoterm hűtés
- Párologtatás:

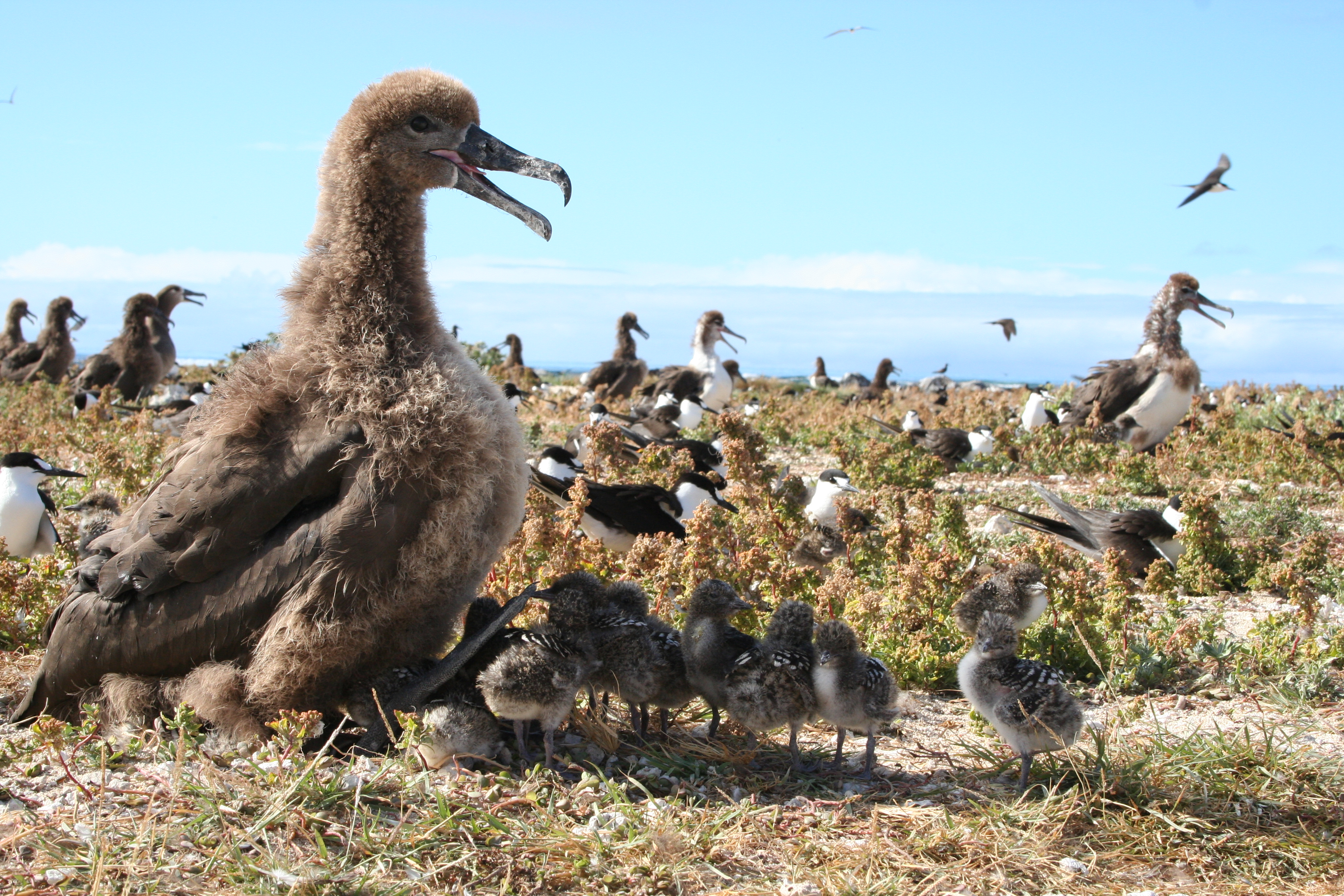
Az árnyékos helyek lehetőséget nyújtanak a hűtésre. Itt a füstös csér fiókái egy feketelábú albatrosz fióka árnyékában hűsölnek

  - Vízfelvétel folyóknál, tavaknál vagy tengernél.
- Hőáramlás:
  - A fákról a talajra, völgybe vagy üregbe történő lemászás.
  - Hideg vízbe vagy légáramlatba való belépés.
  - Olyan fészek építése, ami lehetővé teszi a hűtést szolgáló természetes vagy mesterséges lég-, illetve vízáramlást.
- Vezetés:
  - Fekvés a hideg talajon.
  - Nedves környezetben, folyóban, tóban vagy tengerben történő tartózkodás.
  - A test hűvös sárral való beborítása.
- Kisugárzás:
  - Árnyékos hely keresése.
  - Üregbe való bemászás a hősugárzás ellen (feketedoboz-effektus).
  - Bőrredők kiterjesztése.
  - Szárnyfelületek felfedése.

#### Ektoterm melegítés (illetve hőveszteség minimalizálás)
- Hőáramlás:
  - A talajról fákra, hegygerincekre vagy sziklákra való felmászás.
  - Meleg vízbe vagy légáramlatba való belépés.
  - Szigetelt fészek vagy üreg építése.
- Vezetés:
  - Forró sziklára való fekvés.
- Kisugárzás:
  - Fekvés napos helyen.
  - A napsugárzásnak kitett bőrfelület összehajtása.
  - Szárnyfelületek elrejtése.
- Szigetelés:
  - Alakformálás a felszín/tömeg arány megváltoztatásához.
  - A test felfújása.

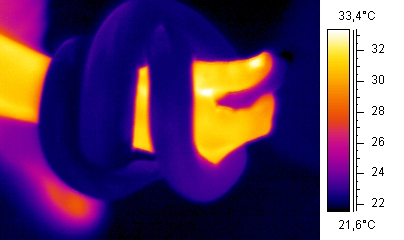
Egy ember karja köré tekeredett kígyó hőfényképe

Az alacsony hőmérséklet átvészeléséhez egyes halak olyan képességet fejlesztettek ki, ami lehetővé teszi számukra az aktivitást fagypont alatti hőmérséklet mellett is; némelyikük fagyásgátlót vagy fagyásgátló proteineket használ annak elkerülésére, hogy a szöveteiben jégkristályok keletkezzenek. A kétéltűek és a hüllők párolgásos hűtés és viselkedési adaptációk segítségével küzdenek meg a hőveszteséggel.

### Endotermek
A testhőmérséklet szabályozásához egy szervezetnek a száraz környezetben gátolnia kell a hőelnyelést. Az izzadságmirigyekkel rendelkező állatoknál a légzőfelületeken vagy a bőrön keresztül történő vízpárolgás segíti a test elviselhető tartományba való lehűtését. A szőrzettel borított állatoknál az izzadás képessége korlátozott, így erős lihegéssel kell fokozniuk a vízpárolgás mértékét a tüdők, a nyelv és a száj nedves felületein. A madarak vékony bőre nem tartalmaz izzadságmirigyeket, így a torkuk rezegtetésével védekeznek a túlhevülés ellen, ami az emlősök lihegéséhez hasonlóan működik. A pehelytollak a meleg levegőt elzárva az emlősök szőrzetéhez hasonlóan kitűnő szigetelést biztosítanak; az emlősök bőre jóval vastagabb, mint a madaraké, és az irha alatt gyakran állandó zsírréteg található, amit a cetekhez hasonló vízi emlősöknél bálnazsírnak neveznek. A sivatagi endotermek sűrű bundája szintén a hőelnyelést gátolja. A hideg idővel kapcsolatos másik stratégia a metabolikus arány csökkentése, valamint a test és az azt körülvevő levegő közötti hőmérséklet különbség szabályozott csökkentése, a hőveszteség minimalizálása érdekében. Emellett az alacsonyabb metabolikus arány kevesebb energiát emészt fel. Sok állat a fagyos éjszakákat egy rövid ideig tartó átmeneti testhőmérséklet csökkenéssel járó kábulatban vészeli át. Az élőlények a testhőmérséklet szabályozásához nem csak viselkedési, fiziológiai és szerkezeti adaptációkkal rendelkeznek, hanem egy ezek beindítására szolgáló visszacsatolási rendszerrel is. E rendszer fő összetevői: az inger, az idegvégződés, a modulátor, az effektor, valamint a megnövelt hőmérséklet visszacsatolása az ingerhez. Ez a körfolyamat segíti a homeosztázist.

#### Hőtermelés a madaraknál és az emlősöknél
Hideg környezetben a madarak és az emlősök az alábbi adaptációkat és stratégiákat használják fel a hőveszteség minimalizálására:
1. a tollak vagy szőrszálak tövéhez kapcsolódó kis, finom (az emlősöknél erector pilinek nevezett) izmok használata; ez a reszketésmentes hőgenerálás eltorzítja a bőrfelületet (libabőrt hoz létre) és felegyenesíti a tollakat illetve a szőrszálakat
2. a testméret növelése könnyebbé teszi a test maghőmérsékletének megtartását (a Bergmann-szabály szerint a hideg éghajlaton élő meleg vérű állatok nagyobbra nőnek a hozzájuk hasonló meleg éghajlaton élőknél)
3. az anyagcseréhez használható energia tárolása zsír formájában
4. a végtagok megrövidülése
5. ellentétes irányú véráramlás a végtagokban, melyeknél a meleg artériás vér a testrészben levő hidegebb, vénás vérhez eljutva átadja a hőt (példa erre a sarki farkas[1] vagy a pingvin[2][3])

Meleg éghajlaton a madarak és az emlősök az alábbi adaptációkat és stratégiákat használják fel a hőveszteség maximalizálására:
1. viselkedési adaptációk, például éjszakai életmód és nappal üregekben való tartózkodás
2. párolgásos hűtés izzadással vagy lihegéssel
3. zsír felhalmozása egy helyen (például a teve púpja), megelőzendő a szigetelést
4. meghosszabbodott és gyakran véredényekkel sűrűn benőtt végtagok. melyek a levegőbe vezetik el a testhőt

## Hőszabályzás a növényeknél
Az Araceae családba tartozó számos növény virágjánál és a cikászok tobozánál hőtermelés történik. Emellett egyes Alum családba tartozó növények, például a büdös kontyvirág, a filodendron (Philodendron selloum) és az indiai lótuszvirág (Nelumbo nucifera) képesek a hőszabályozásra körülbelül
20 °C-kal a levegő hőmérséklete fölött tartva a testük hőmérsékletét a virágzás idején. A hőt a növény a gyökereiben tárolt keményítő lebontásával hozza létre, ami annyi oxigént igényel, amennyi egy repülő énekesmadár számára szükséges.
A növények hőszabályzására vonatkozó egyik lehetséges magyarázat az alacsony hőmérséklettel szembeni védekezés. Például a büdös kontyvirág nem képes ellenállni a fagynak, de mégis növekedni és virágzani kezd, mikor a talajt hó borítja. Egy másik elmélet alapján a hőtermelés segít a pollinátorok vonzásában, ami a vizsgálatok szerint a bogarak vagy legyek érkezéséhez kötődik.

## Viselkedési hőszabályzás

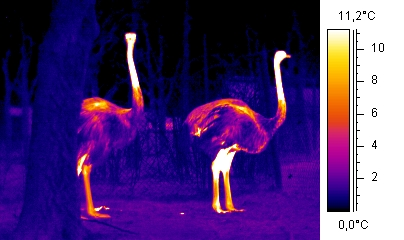
A struccok képesek az állandó testhőmérséklet fenntartására a nappali forróság és az éjszakai hideg ellenére

Az emberek mellett egy sor állat is képes a fiziológiai és viselkedési adaptációi által fenntartani a teste hőmérsékletét. Például a sivatagi gyík ektoterm, így képtelen a testhőmérsékletét metabolikus szabályzás révén szabályozni. Azonban a helyzete folyamatos változtatásával képes egyfajta durva hőszabályzásra. Reggelenként csak a fejét emeli ki az üregéből, később azonban az egész testével elhagyja azt. A napon sütkérező gyík elnyeli a nap hőjét, de emellett a máshol (például a felhevült köveken) felgyülemlett hő felvételére is képes. A hőmérséklete csökkentéséhez hideg tárgyakkal kell érintkeznie, illetve az árnyékba vagy egy mélyedésbe kell húzódnia. Mikor a nap lenyugszik vagy a hőmérséklet lecsökken, az állat visszavonul az üregébe.
Egyes hideg környezetben élő állatok a hőveszteség megelőzésével tartják fenn a testük hőmérsékletét. Bundájuk a hőszigetelés növelése érdekében sűrűbbé válik. Némelyik regionálisan heteroterm állat hagyja, hogy a kevésbé szigetelt végtagjai jóval a maghőmérséklete alá (nagyjából 0 °C-ra) hűljenek. Ez minimalizálja az olyan kevésbé szigetelt részeken való hőveszteséget, mint a lábak, a talp (vagy paták) és az orr.

### Hibernáció, esztiváció, és nappali kábulat (torpor)
Egyes emlősök a táplálékforrások megfogyatkozása és az alacsony hőmérséklet ellen föld alatti üregekben történő hibernációval védekeznek. A hosszú ideig tartó „sztázis” fenntartásához ezek az állatok barna zsírt halmoznak fel, és képesek valamennyi testfunkciójuk lelassítására. Az igazi hibernátorok (például az erdei mormota) a testhőmérsékletüket alacsonyan tartják a hibernáció során, míg a hamis hibernátorok (például a medvék) maghőmérséklete változik, néha egy-egy rövidebb időszakra meghaladja a fészek hőmérsékletét. Egyes denevérek igazi hibernátorokként barna zsíron alapuló, gyors, remegésmentes hőtermelésük révén kerülnek ki a hibernációból.
Az esztiváció (ami a sziesztához hasonló) nyáron fordul elő, és egyes emlősök számára lehetővé teszi a magas hőmérsékletű, vízhiányos időszakok túlélését (például a teknősök beássák magukat a tavi sár alá).
A kis endotermeknél, például a denevéreknél és az énekesmadaraknál fellépő nappali kábulat átmenetileg csökkenti a magas metabolikus arányt az energiatakarékosság érdekében.

## Hőmérséklet változások az emberek és az állatok esetében

### Normál emberi hőmérséklet
Korábban úgy tartották, hogy az egészséges felnőtteknél a szájnál mért hőmérséklet 37,0 °C, a normális hőmérséklettartomány pedig 36,1 °C és 37,8 °C közé esik
Lengyelországban és Oroszországban, ahol a testhőt a hónaljnál mérték, a 36,6 °C-ot tekintették ideális testhőmérsékletnek, a normális hőmérséklettartomány pedig 36 °C és 36,9 °C közé esett.
Az újabb kutatások alapján (három különböző vizsgálat szerint) az egészséges ember átlagos testhőmérséklete 36,8 °C. A hőmérséklettartományok (szabványos eltérések) három másik tanulmány szerint az alábbiak:
- 36,4 - 37,1 °C
- 36,3 - 37,1 °C a férfiaknál, 36,5 - 37,3 °C a nőknél
- 36,6 - 37,3 °C[9]

### Hőmérő elhelyezési lehetőségek
A mért hőmérséklet attól függően változik, hogy a hőmérőt hová helyezik. A végbélnél mért hőfok 0,3-0,6 °C-kal magasabb, a hónaljnál mért pedig 0,3-0,6 °C-kal alacsonyabb lehet annál, ami a szájnál mérhető. A szájnál és a hónaljnál mért hőmérséklet átlagos különbsége a 6-12 éves indiai gyerekeknél 0,1 °C (a szabványos eltérés 0,2 °C), a 4-14 éves máltai gyerekeknél a száj és hónalj hőmérsékletek közötti átlagos eltérés 0,56 °C, míg a 4 év alatti gyerekeknél a végbél és a hónalj közötti átlagos hőmérséklet különbség 0,38 °C.

### Fejlődéshez kapcsolódó változások
Az alacsonyabb meleg vérű állatok között vannak olyanok, amelyek a születésükkor hideg vérűnek tűnnek. Ha az újszülött macskákat, nyulakat vagy kutyákat kiveszik a környezetükből, akkor a hőmérsékletük lecsökken néhány fokkal a testüket körülvevő levegő hőmérséklete fölé. De az ilyen állatok vakon, tehetetlenül és egyes esetekben szőrtelenül születnek. A fejlettebb állapotban született állatok képesek nagyjából állandó testhőmérséklet fenntartására. Az erős, egészséges, egy-két napos emberi újszülötteknél a hőmérséklet kissé emelkedik a környezetből való kivétel esetén, de a gyengébb, kevésbé fejlett gyermekeknél a hőmérséklet változatlan marad vagy csökken. A változó hőmérséklet oka az újszülöttek és a fiatal, kifejletlen állatok esetében az idegi szabályzó mechanizmus tökéletlen fejlettségének tudható be.
Az átlagos hőmérséklet kissé csökken az újszülöttkorúak és a pubertáskorúak között, majd ismét csökken a pubertáskorúak és a középkorúak között, ezután pedig növekedni kezd, így a nyolcvan év körüliek elérik az újszülöttkori hőmérsékletüket.

### Cirkadián ritmusok által okozott változások
Az embereknél a nappali változás a nyugalmi és aktív periódusokkal áll összefüggésben, a hőmérséklet a legalacsonyabb este 11 óra és hajnali 3 között, a legmagasabb pedig délelőtt 10 és este 6 között. A majmoknál szintén van egy jól észrevehető és szokványos nappali testhőmérséklet változás, ami követi a nyugvó és aktív időszakokat, és független a napszakoktól; az éjszakai majmok testhőmérséklete éjjel a legmagasabb és nappal a legalacsonyabb. Sutherland Simpson és J.J. Galbraith felfedezte, hogy valamennyi éjszakai madár és egyéb állat – melyek nyugvó és aktív időszakai természetes módon a szokásokra vezethetők vissza, nem a külső behatásokra – a legmagasabb hőmérsékletüket a természetes aktív időszakuk alatt (éjjel) érik el, a legalacsonyabb hőmérsékletüket pedig nyugvó időszakuk alatt (nappal). Ezek a nappali hőmérsékletek felcserélhetők a szokásos nappali tevékenység megfordításával.
A nappali madarak hőmérsékleti görbéje lényegét tekintve hasonló az emberéhez és a homeoterm állatokéhoz, azzal a különbséggel, hogy a maximumot korábban, délután, a minimumot pedig szintén korábban, reggel éri el. A nyulak, tengerimalacok és kutyák hőmérsékleti görbéi is hasonlítanak az emberéhez. Ezek a megfigyelések azt jelzik, hogy a testhőmérsékletet részben a cirkadián ritmusok szabályozzák.

### A nőimenstruációs ciklusáltal okozott változások
A nők átlagos, bazális testhőmérséklete a ösztrogén hatás fázisban (ami az utolsó a menstruáció és az ovuláció közti napok közül) 36,45 és 36,7 °C között változik. Az ovuláció 24 órájában a nőknél 0,15 - 0,45 °C-os hőemelkedés tapasztalható a metabolikus arány növekedése miatt, amit a hirtelen megnövekvő progeszteron szint okoz. A bazális testhőmérséklet értékhatára 36,7 - 37,3 °C a progeszteron hatás fázis során és lecsökken a pre-ovulációs szintre a menstruáció néhány napja alatt. A nők e jelenség segítségével meghatározhatják, hogy mikor ovulálnak, és választhatnak a fogantatás vagy a fogamzásgátlás között.

### Láz által okozott változások
A láz egy szabályozott maghőmérséklet emelkedés a hipotalamuszban, amit az immunrendszer által termelt lázkeltő anyagok (pirogén anyagok) váltanak ki. A maghőmérséklet láz miatti emelkedése hidegérzetet okozhat egy olyan környezetben, ahol a láz nélkül ez nem érzékelhető.

### Biofeedback által okozott változások
A tummot gyakorló szerzetesek biológiai visszacsatolás (biofeedback) meditációs technikákat gyakorolnak, ami lehetővé teszi a testhőmérséklet jelentős mértékű megnövelését.

### Egyéb tényezők által okozott változások
Simpson és Galbraith munkájában a nőstények átlaghőmérséklete magasabb, mint a hímeké az összes olyan fajnál, amelynél a nemet meghatározták.
Az ételek néha kis mértékű emelkedést vagy csökkenést okoznak, az alkohol pedig rendszerint csökkenést eredményez. A testgyakorlás és a külső hőmérséklet szokványos értékhatáron belüli változásai a későbbiekben ismertetett számos kompenzáló hatás miatt jelentéktelen változáshoz vezetnek. A trópusokon élők maghőmérséklete hasonló értékhatáron belül változik, mint a sarki régiókban élőké.

## Alacsony testhőmérséklet az élethossz növelésére
Hosszú ideig azt feltételezték, hogy az alacsony testhőmérséklet meghosszabbíthatja az életet. 2006 novemberében a Scripps Research Institute tudóscsapata olyan transzgenikus egerekről számolt be, amelyek testhőmérséklete 0,3-0,5 °C-kal alacsonyabb a normális egereknél mérhetőnél (ami a hipokretin neuronok 2-es páratlan proteinjét (Hcrt-UCP2) túltermelve megemeli a hipotalamikus hőmérsékletet, arra késztetve a hipotalamuszt, hogy csökkentse a test hőmérsékletét), az állatok pedig tovább élnek normális társaiknál. Az élettartam 12%-kal hosszabb a hímek, és 20%-kal hosszabb a nőstények esetében. Az egereket a táplálkozás terén nem korlátozták. Az testhőmérséklet élethosszra gyakorolt hatásait az emberek esetében nem tanulmányozták.

## Az élettel összeegyeztethető határok
A melegvérű állatok meleg- és hidegtűrése egyaránt korlátozott, de szélesebb határok között mozog a hidegvérűekénél. A rendkívüli hideg lassítja az anyagcserét és csökkenti a hőtermelést. A katabolikus és anabolikus változások kisebb mértékűek addig, amíg kevesebb energia áll rendelkezésre. A lelassult anyagcsere hatással van a központi idegrendszerre, különösen az agyra és a tudattal kapcsolatos részekre. Csökken a szívverés és a légzés aránya, álmosság lép fel, ami egyenletesen mélyül, majd az egyed végleg elalszik. Esetenként azonban a test rángatózni kezd, és a halál a fulladáshoz hasonlóan következik be.
A Sutherland Simpson és Percy T. Herring a macskákon végzett kísérleteknél úgy találták, hogy az állatok képtelenek túlélni, ha a rektális hőmérsékletük 16 °C alá csökken. Ezen az alacsony hőmérsékleten a légzés egyre erőtlenebbé válik, a szív pedig rendszerint akkor is tovább ver, amikor a légzés abbamarad, a szívritmus egyre szabálytalanabb, akadozóbb lesz. A halál fő oka a fulladás, és az egyetlen biztos jele a térdreflex elvesztése.
Másrészről a túl magas testhőmérséklet annyira felgyorsítja az anyagcserét, hogy a különböző szövetek tartalékai rövid időn belül kimerülnek. A túlmelegedő vér nehézlégzést okoz, és hamar kimeríti a légzésközpont metabolikus tartalékát. A szívverés felgyorsul és szabálytalanná válik, majd végleg leáll. A hő a központi idegrendszerre is nagy mértékben hat, öntudatvesztés következhet be és az egyed kómába vagy önkívületi állapotba kerülhet és a test rángatózni kezdhet. E változások a heves láztól szenvedő betegeknél is megfigyelhetők. Az ember által elviselhető hőmérséklet felső határa több körülménytől függ, de hosszú távon senki sem képes túlélni a 45 °C-os vagy annál magasabb hőmérsékletet. 50 °C felett az emlősök izomzata szilárddá válik a hőmerevség miatt, és e hőfokot elérve hirtelen az egész test teljesen merevvé válik, ami halálhoz vezet.
H.M. Vernon a halálhoz és a bénuláshoz (azaz a hőmerevséghez) szükséges hőmérsékletet vizsgálta különböző állatok esetében. Úgy találta, hogy az azonos osztályba tartozó állatokra nagyon hasonló hőmérséklet jellemző, például a kétéltűekre 38,5 °C, a halakra 39 °C, a hüllőkre 45 °C, a különböző puhatestűekre pedig 46 °C. A pelágikus állatoknál összefüggést figyelt meg a halált okozó hőmérséklet és a testrészek terjedelme között. A vizsgálatok kimutatták, hogy a magasabb rendű állatok a citoplazmájuk kémiai és fizikai jellemzőinek nagyobb különbségei folytán nagyobb változatosságot mutatnak az élettel összeegyeztethető hőmérséklet terén.

## Az emberi testhőmérséklet változásának hatásai

### Meleg
- 37 °C - Normális testhőmérséklet (ami 36,12 és 37,5 °C között változik)
- 38 °C - Izzadás, nagyon kényelmetlen közérzet, enyhe éhség.
- 39 °C - Komoly izzadás, felhevülés és elvörösödés. Gyors szívverés és kifulladás. Mindehhez kimerültség társulhat. A gyermekek és az epilepsziások ezen a ponton rángatózni kezdhetnek.
- 40 °C - A bőséges izzadást ájulás, kiszáradás, gyengeség, hányás, fejfájás és szédülés kísérheti.
- 41 °C - (Orvosi vészhelyzet) - Ájulás, hányás, erős fejfájás, szédülés, zavarodottság, hallucinálás, önkívület és álmosság következhet be. Reszketés és fulladás is felléphet.
- 42 °C - A bőr sápadttá vagy vörössé válhat. Kóma vagy súlyos önkívület, hányás, illetve rángatózás is előfordulhat. A vérnyomás megemelkedhet vagy lecsökkenhet, a szívverés pedig igen gyorssá válik.
- 43 °C - Rendszerint beáll a halál, vagy komoly agykárosodás következik be. amit folyamatos rángatózás és sokk kísér. Feltehetően a szív-keringési rendszer is összeomlik.
- 44 °C vagy több - A halál szinte biztosan bekövetkezik; habár egyesek túlélték a testhőmérséklet 46,5 °C-ra való emelkedését is.[19]

### Hideg
- 37 °C - Normál testhőmérséklet (ami 36 és 37,5 °C között változik)
- 36 °C - Enyhe vagy mérsékelt remegés (a test alvás közben is elérheti ezt a hőmérsékletet). Lehet normális állapot is.
- 35 °C - (Hipotermia) Intenzív remegés, dermedtség és kékes/szürkés színű bőr. A szív érzékennyé válhat.
- 34 °C - Súlyos remegés, az ujjak mozgása megszűnik, elkékülés és zavarodottság. Viselkedési változások következhetnek be.
- 33 °C - Közepes vagy súlyos zavar, álmatlanság, lelassult reflexek, a remegés nagy mértékű csökkenése, lassuló szívverés, felszínes légzés. A remegés teljesen abbamaradhat. Az egyed érzéketlenné válhat bizonyos ingerekre.
- 32 °C - (Orvosi vészhelyzet) Hallucinációk, önkívület, teljes zavarodottság, rendkívüli álmatlanság, amit kóma követ. Nincs remegés (az egyed úgy érezheti, hogy melege van). A reflex elvész vagy nagyon tompa.
- 31 °C - Kóma, nagyon ritkán visszatérő öntudat. A reflexek gyengék vagy hiányoznak. Nagyon felszínes légzés és lassú szívverés. Szívritmus problémák adódhatnak.
- 28 °C - Súlyos szívritmus zavarok léphetnek fel, a légzés bármikor leállhat. Az egyed halottnak tűnhet.
- 24-26 °C vagy kevesebb - A szabálytalan szívverés vagy a légzés leállása miatt rendszerint beáll a halál; habár egyesek túlélték a testhőmérséklet 14,2 °C-ra való lecsökkenését is.[19]

## Fordítás
- Ez a szócikk részben vagy egészben  a   Thermoregulation című angol Wikipédia-szócikk ezen változatának fordításán alapul.  Az eredeti cikk szerkesztőit annak laptörténete sorolja fel. Ez a jelzés csupán a megfogalmazás eredetét és a szerzői jogokat jelzi, nem szolgál a cikkben szereplő információk forrásmegjelöléseként.